# Iwuy
Iwuy (autrefois aussi écrit Ywuy) est une commune française, située dans le département du Nord en région Hauts-de-France.
Ses habitants sont appelés les Ivorakiens [réf. nécessaire] (même si cette appellation officielle tend à disparaître, remplacée par le plus courant Iwuysien).

## Géographie

### Situation
Iwuy est située au sud-ouest du département du Nord, à 8,4 km au nord-est de Cambrai, 12,3 km de Denain et 20,2 km de Valenciennes à vol d'oiseau. Lille, la capitale régionale, est à 48 km,.

### Communes limitrophes
| Estrun, Hordain                  | Hordain                  | Avesnes-le-Sec                      |
| Estrun                           | Iwuy                     | Avesnes-le-Sec, Villers-en-Cauchies |
| Thun-Saint-Martin, Thun-l'Évêque | Thun-Saint-Martin, Naves | Rieux-en-Cambrésis                  |

### Hydrographie

#### Réseau hydrographique
La commune est située dans le bassin Artois-Picardie. Elle est drainée par l'Erclin, l'Escaut canalisée, la Vanne Dech vers Vieil Escaut, le Courbineau, les Sources d'Iwuy, la Vieil-Escaut, le Riot de calvigny et un autre petit cours d'eau,.
L'Erclin, d'une longueur de 34 km, prend sa source dans la commune de Maurois et se jette  dans l'Escaut canalisée à Thun-Saint-Martin, après avoir traversé 16 communes. 
L'Escaut est un fleuve européen de 355 km de long, qui traverse trois pays (France, Belgique et Pays-Bas), avant de se jeter en mer du Nord. La partie canalisée en France relie Cambrai à , après avoir traversé 34 communes. Le bourg est construit sur la rive droite de l'Escaut, en bordure de la zone alluviale qu'il domine d'une dizaine de mètres.

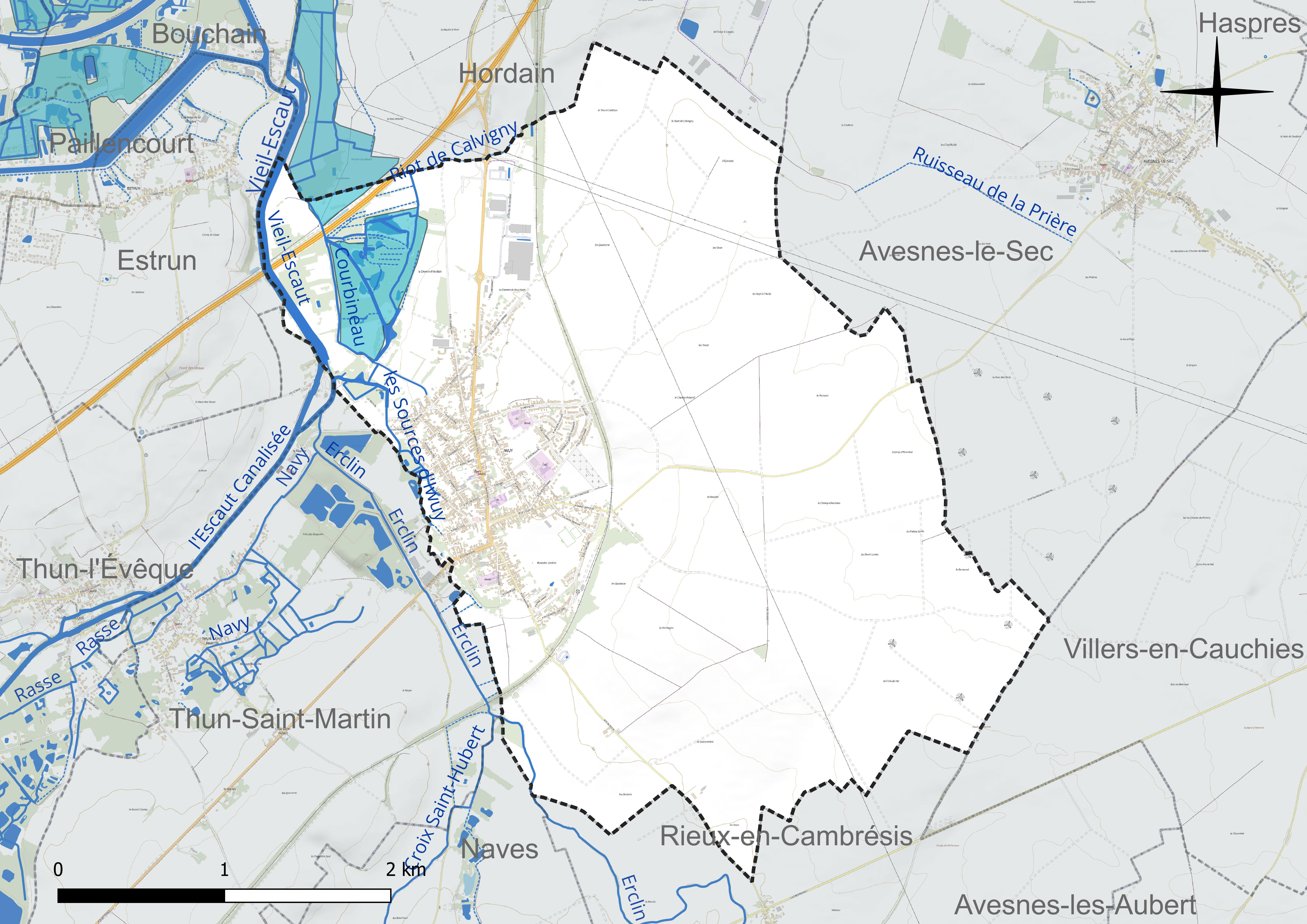
Réseau hydrographique d'Iwuy.

#### Gestion et qualité des eaux
Le territoire communal est couvert par le schéma d'aménagement et de gestion des eaux (SAGE) « Escaut ». Ce document de planification concerne un territoire de 2 005 km2 de superficie, délimité par le bassin versant de l'Escaut. Le périmètre a été arrêté le 9 juin 2006 et le SAGE proprement dit a été approuvé le 13 juillet 2021. La structure porteuse de l'élaboration et de la mise en œuvre est le syndicat mixte Escaut et Affluents (SyMEA). 
La qualité des cours d'eau peut être consultée sur un site dédié géré par les agences de l'eau et l'Agence française pour la biodiversité. 

### Climat
Pour des articles plus généraux, voir Climat des Hauts-de-France et Climat du Nord.
En 2010, le climat de la commune est de type climat océanique dégradé des plaines du Centre et du Nord, selon une étude du CNRS s'appuyant sur une série de données couvrant la période 1971-2000. En 2020, Météo-France publie une typologie des climats de la France métropolitaine dans laquelle la commune est dans une zone de transition entre le climat océanique et le climat océanique altéré et est dans la région climatique  Nord-est du bassin Parisien, caractérisée par un ensoleillement médiocre, une pluviométrie moyenne régulièrement répartie au cours de l'année et un hiver froid (3 °C). 
Pour la période 1971-2000, la température annuelle moyenne est de 10,5 °C, avec une amplitude thermique annuelle de 14,8 °C. Le cumul annuel moyen de précipitations est de 700 mm, avec 11,6 jours de précipitations en janvier et 9,3 jours en juillet. Pour la période 1991-2020, la température moyenne annuelle observée sur la station météorologique la plus proche, située sur la commune de Valenciennes à 20 km à vol d'oiseau, est de 11,0 °C et le cumul annuel moyen de précipitations est de 694,1 mm,. Pour l'avenir, les paramètres climatiques de la commune estimés pour 2050 selon différents scénarios d'émission de gaz à effet de serre sont consultables sur un site dédié publié par Météo-France en novembre 2022.

## Urbanisme

### Typologie
Au 1er janvier 2024, Iwuy est catégorisée bourg rural, selon la nouvelle grille communale de densité à sept niveaux définie par l'Insee en 2022.
Elle appartient à l'unité urbaine d'Iwuy, une unité urbaine monocommunale constituant une ville isolée,. Par ailleurs la commune fait partie de l'aire d'attraction de Cambrai, dont elle est une commune de la couronne,. Cette aire, qui regroupe 64 communes, est catégorisée dans les aires de 50 000 à moins de 200 000 habitants,.

### Occupation des sols
L'occupation des sols de la commune, telle qu'elle ressort de la base de données européenne d'occupation biophysique des sols Corine Land Cover (CLC), est marquée par l'importance des territoires agricoles (83,8 % en 2018), en diminution par rapport à 1990 (86,6 %). La répartition détaillée en 2018 est la suivante : 
terres arables (77,5 %), zones urbanisées (13,8 %), prairies (6,3 %), zones humides intérieures (2,4 %). L'évolution de l'occupation des sols de la commune et de ses infrastructures peut être observée sur les différentes représentations cartographiques du territoire : la carte de Cassini (XVIIIe siècle), la carte d'état-major (1820-1866) et les cartes ou photos aériennes de l'IGN pour la période actuelle (1950 à aujourd'hui).

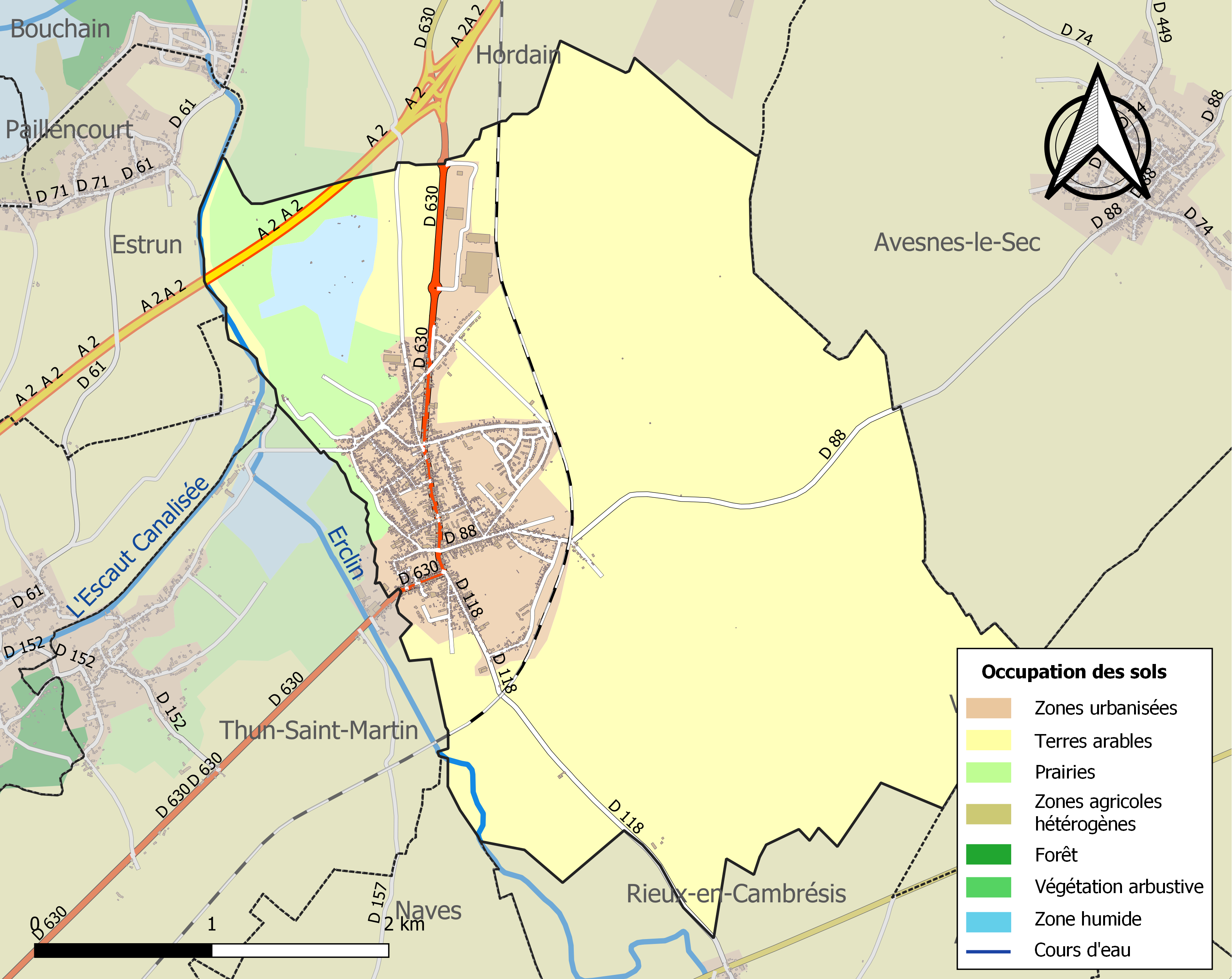
Carte des infrastructures et de l'occupation des sols de la commune en 2018 (CLC).

### Habitat
| Logements                                        | Nombre en 2016 | % en 2016 | nombre en 2011 | % en 2011 |
| ------------------------------------------------ | -------------- | --------- | -------------- | --------- |
| Total                                            | 1 495          | 100 %     | 1 382          | 100 %     |
| Résidences principales                           | 1 332          | 89,1 %    | 1 266          | 91,6 %    |
| → Dont HLM                                       | 94             | 7,1 %     | 60             | 4,7 %     |
| Résidences secondaires et logements occasionnels | 15             | 1,0 %     | 13             | 1,0 %     |
| Logements vacants                                | 148            | 9,9 %     | 103            | 7,4 %     |
| Dont :                                           |                |           |                |           |
| → maisons                                        | 1 379          | 92,2 %    | 1 282          | 92,8 %    |
| → appartements                                   | 115            | 7,7 %     | 96             | 7,0 %     |

En 2016, la part de résidences principales datant d'avant 1946 s'élevait à 47,8 %. Pour les constructions plus récentes, 17,8 % des logements dataient d'entre 1946 et 1970,  et 24,8 % entre 1971 et 2005 et 9,7 % d'après 2005,  avec des quartiers résidentiels de grand standing comme la résidence Campagnette, le lotissement Laurier Rose[réf. nécessaire].

### Projets d'aménagement
En janvier 2010 a été lancé un projet d'éco-quartier qui devrait concerner la construction de 120 logements écologiques, avec une première tranche de 40 à 60 logements en 2013. Ce quartier situé au lieu-dit « Les Moulins » sera le premier éco-quartier labellisé « démonstratif bas carbone » dans le département du Nord.

### Voies de communication et transports
Iwuy est située à l'intersection de nombreuses voies routières de communication : elle est proche de l'autoroute A2 qui relie l'autoroute A1 à la  frontière belge via Cambrai et Valenciennes et dont la sortie no 15.1 est à un peu plus d'un kilomètre au nord de la commune. Iwuy est traversée par la route départementale D 630 (ex-route nationale 30) de Bapaume  à Quiévrain sur la frontière belge, à laquelle se greffent sur la grand-place de la ville, nommée Place de la République, les routes départementales 88 vers le nord-est et 118 vers le sud-est.
La commune est également desservie par la gare d'Iwuy située sur la ligne P63 du TER Hauts-de-France : Cambrai - Valenciennes. Le bâtiment a été détruit et remplacé par un point d'arrêt qui offre en 2023 des dessertes vers Cambrai et Valenciennes à raison de sept allers-retours du lundi au vendredi, cinq allers-retours le samedi et deux allers-retours les dimanches et jours fériés. Le document d'orientations générales du SCot du Cambrésis retient la gare d'Iwuy comme l'un des cinq « pôles d'échanges structurants » de l'arrondissement.
La commune est desservie par le réseau de transports urbains de la Communauté d'agglomération de Cambrai appelé TUC (Transports Urbains du Cambrésis), par la ligne régulière 9,. La ligne S130 dessert le collège Jean Moulin présent sur la commune.

## Toponymie
L'une des plus anciennes mentions du village se trouve dans un titre de l'abbaye de Saint-Aubert de 1095 sous le nom Ivoriaco. On trouve ensuite, du XIe au XIIe siècle, les noms Ivodio (1096, 1272), Ivrium (1104), Ivurium (1137), Ivodium (1159). Les formes Iwyr ou Iwir sont attestées au XIIIe siècle, Iwui en 1349, Iwy en 1492. Selon Eugène Mannier, qui lui-même cite Auguste Le Prevost, la forme Ivoriacum se rattache à Iveriacum ou Iberiacum (qui ont donné les modernes Ivry, Ivrey ou Yvoire), « domaine de l'Ibère », à moins qu'il ne s'agisse du domaine du propriétaire Ivoriacus ou Eburiacus.

## Histoire

### Antiquité et Moyen Âge
Aux lieux-dits « Glacy » et « Calvigny » ont été mises au jour des pierres taillées et des sépultures de morts assis témoignant d'une occupation préhistorique.
À l'époque gauloise, le lieu appartenait à la tribu des Nerviens. Les habitations gauloises étaient installées sur une faible élévation proche de l'Escaut, sur la rive droite, occupant les mêmes lieux dits « Glacy » et « Calvigny ». Un pont traversait l'Escaut vers l'oppidum d'Estrun : des pieux de soutènement ont été retrouvés sous les alluvions lors de la construction de l'écluse sur le canal de l'Escaut. Deux chemins partaient vers Cambrai et Bavay.
Après la conquête de la Gaule par Jules César, la première capitale de la cité des Nerviens fut Bavay, remplacée par Cambrai au IVe siècle après les destructions dues aux Francs. Des fouilles attestent de cette présence romaine : urnes funéraires, bijoux et pièces de monnaie aux effigies d'empereurs.
À la suite du traité de Verdun de 843 qui partageait l'empire de Charlemagne, l'Escaut devint pour huit siècles la frontière du royaume de France et de l'Empire, dont relevait Iwuy qui appartenait au comté de Hainaut, séparé du comté de Cambrésis par l'Erclin.
La première famille seigneuriale connue est celle d'Écaillon. Les armes de la commune sont proches de celles de cette famille. En 1338, la seigneurie est rachetée par Roland Turck, financier lombard, qui jouit dès lors des biens et des prérogatives seigneuriales et siège au bailliage de Bouchain. La troisième dynastie seigneuriale d'Iwuy commence avec Guillaume de Gommegnies, qui achète la seigneurie en 1370. Ses descendants s'illustreront au service des comtes de Flandre, ducs de Bourgogne.
En 1339, le roi d'Angleterre Édouard III allié aux Flamands contre le roi de France Philippe VI entame une chevauchée contre Cambrai, dont l'évêque a pris le parti de Philippe VI. Iwuy et sa région sont ravagées par les troupes anglaises, flamandes et françaises.
En 1720, la seigneurie est rachetée par Claude Le Blanc.

### Époque moderne
La culture céréalière et le travail du lin étaient autrefois les activités principales du bourg, devenu plus tard capitale de la chaise.
Tout au long de son histoire, Iwuy, situé au confluent de l'Escaut et de l'Erclin, a tiré profit du transport fluvial pour son commerce. L'Escaut, qui n'était navigable qu'en aval de Valenciennes, fut élargi et canalisé dans la deuxième moitié du XVIIIe siècle après la découverte du charbon à Anzin où un port fut créé dès 1752 pour le transport de houille et de matériaux liés à l'activité de la Compagnie des mines. 

### XIXesiècle

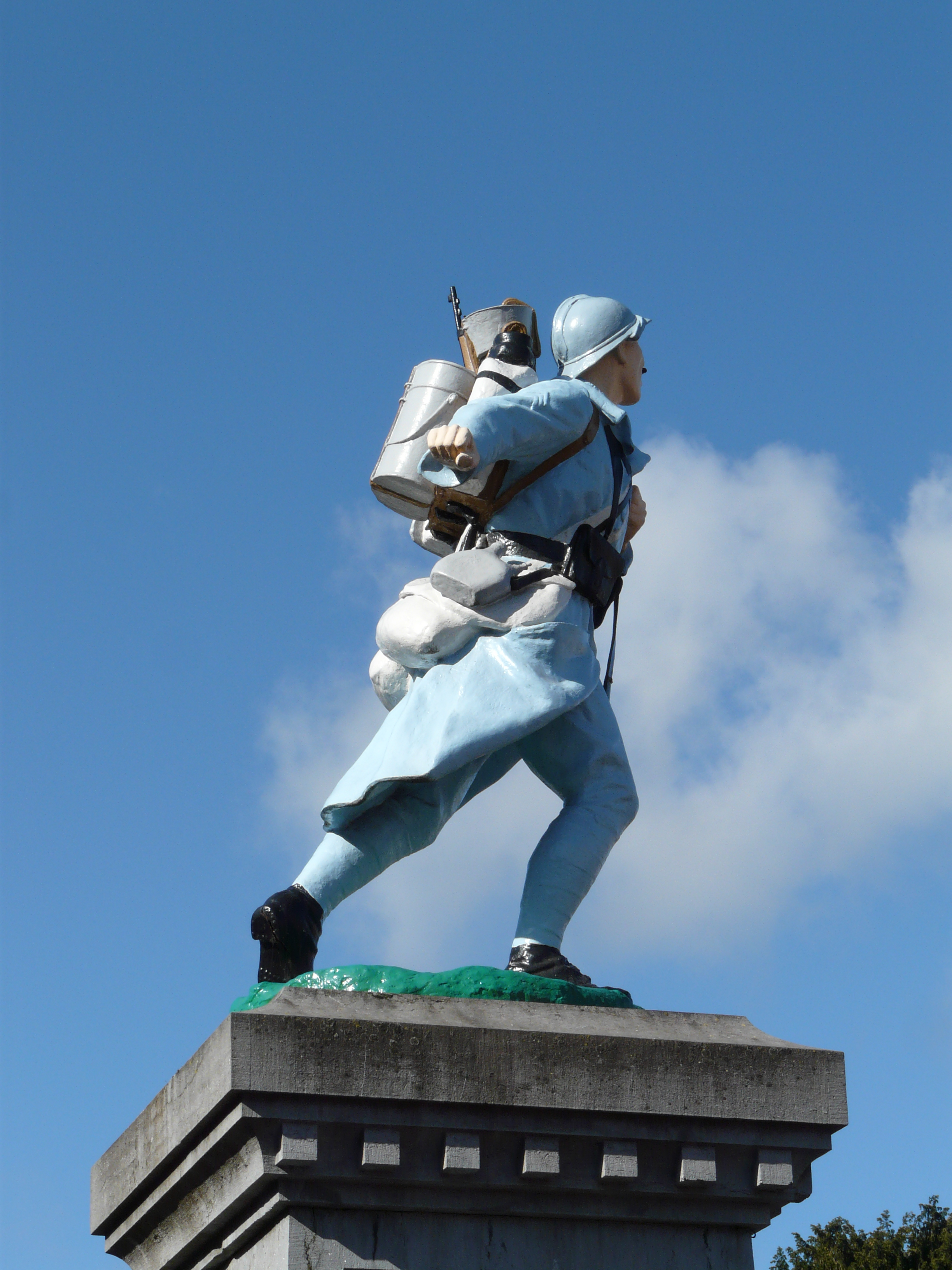
Le monument aux morts.

Le blocus continental favorisa l'installation d'une sucrerie à Iwuy. Le 29 avril 1810, Napoléon Ier, accompagné de sa nouvelle épouse l'impératrice Marie Louise, passa à Iwuy après avoir procédé à l'inauguration du canal de Saint-Quentin raccordé au canal de l'Escaut au sud de Cambrai, et permettant la navigation vers l'Oise et Paris. Il fit un nouveau passage à l' été 1813. La municipalité fit élever à cette occasion, un arc de triomphe surmonté d'un aigle doré. Napoléon dans son carrosse traversa la ville en saluant (Histoire d' Iwuy page 337 - O Dehaisnes - A Bontemps).
Comme dans le reste du Cambrésis, au long du XIXe siècle et encore au début du XXe siècle, de nombreux habitants du village se rendaient dans la Somme, la Marne ou la Lorraine en quête de travaux agricoles saisonniers pour y gagner le salaire de l'année. Inversement, des Belges venaient dans le Cambrésis travailler aux champs de lin ou dans les briqueteries.
Le chemin de fer dessert la commune depuis1857.[réf. nécessaire]

### XXesiècle
Au cours des deux guerres mondiales Iwuy est occupé de 1914 à 1918 et de 1940 à 1944. Après la Deuxième Guerre mondiale la population, qui avait beaucoup diminué depuis le début du XXe siècle, augmente à nouveau, puis connaît une nouvelle baisse. Elle est stabilisée au début du XXIe siècle. L'autoroute A2 est ouverte en 1972.
Iwuy fut le théâtre de la dernière charge de l'histoire de la cavalerie canadienne le  10 octobre 1918 à 14h15. Les escadrons A et C de la Canadian Light Horse composés de 280 chevaux chargèrent le lieu dit « La Montagne » dont la crête était occupée par des nids de mitrailleurs allemands. Le lendemain les Allemands chargèrent en contre attaque avec 5 tanks A7V de fabrication allemande. Ce fut la dernière fois que ces blindés furent utilisés pendant la première guerre mondiale.

### XXIesiècle
Le parc éolien du chemin d'Avesnes à Iwuy est mis en service en 2019, il comporte onze éoliennes et est également sis sur le finage d'Avesnes-le-Sec. Quatre éoliennes sont par la suite ajoutées.

## Politique et administration

### Rattachements administratifs et électoraux
La commune, instituée lors de la Révolution française, est rattachée en 1793 au district de Cambrai.
La commune se trouve dans l'arrondissement de Cambrai du département de la Nord. Pour l'élection des députés, elle fait partie depuis 1988 de la dix-huitième circonscription du Nord.
Elle faisait partie en 1793 du canton d'Abancourt, puis, en 1801, du canton de Cambrai-Est. Dans le cadre du redécoupage cantonal de 2014 en France, la commune est désormais intégrée au canton de Caudry.
Iwuy est dans le ressort de la cour d'appel de Douai, du tribunal de grande instance, du tribunal d'instance et du conseil de prud'hommes de Cambrai, et à la suite de la réforme de la carte judiciaire engagée en 2007, du tribunal de commerce de Douai.

### Intercommunalité
Iwuy fait partie depuis 2009 de la communauté d'agglomération de Cambrai, un établissement public de coopération intercommunale (EPCI) à fiscalité propre créé en 1999 et auquel la commune a transféré un certain nombre de ses compétences, dans les conditions déterminées par le code général des collectivités territoriales.

### Tendances politiques et résultats
Au deuxième tour de l'élection présidentielle de 2007, 46,92 % des électeurs ont voté pour Nicolas Sarkozy (UMP), et 53,08 % pour Ségolène Royal (PS), avec un taux de participation de 82,70 %.
Au deuxième tour des élections législatives de 2007, 44,56 % des électeurs d'Iwuy ont voté pour François-Xavier Villain (UMP) (57,45 % dans la 18e circonscription du Nord), 55,44 % pour Brigitte Douay (PS) (42,55 % dans la circonscription), avec un taux de participation de 55,66 % à Iwuy et de 60,08 % dans la circonscription.
Aux élections européennes de 2009, les deux meilleurs scores à Iwuy étaient ceux de la liste de la majorité présidentielle conduite par Dominique Riquet, qui a obtenu 147 suffrages soit 17,17 % des suffrages exprimés (département du Nord 24,57 %) et de la liste du Parti socialiste conduite par Gilles Pargneaux, qui a obtenu 142 suffrages soit 16,59 % des suffrages exprimés (département du Nord 19,55 %), pour un taux de participation de 37,91 %.
Au deuxième tour des élections régionales de 2010, 48,67 % des suffrages exprimés sont allés à la liste conduite par Daniel Percheron (Parti socialiste), 19,85 % à celle de Valérie Létard (Union pour un mouvement populaire), et 31,48 % à la liste Front national de Marine Le Pen, pour un taux de participation de 52,67 %.
Au premier tour de l'élection présidentielle de 2012, les quatre candidats arrivés en tête à Iwuy sont Marine Le Pen (FN, 30,61 %), François Hollande (PS, 29,14 %), Nicolas Sarkozy (UMP, 17,44 %) et Jean-Luc Mélenchon (Front de gauche, 12,7 %) avec un taux de participation de 82,93 %. Au deuxième tour François Hollande arrive en tête avec 58,16 % des voix, pour un taux de participation de 82,29 %.

### Administration municipale
La population de la commune étant comprise entre 2 500 et 3 500 habitants, le conseil municipal comprend 23 membres.

### Jumelages
Au 16 avril 2012, Iwuy n'est jumelée avec aucune autre commune.

## Population et société

### Démographie

#### Évolution démographique
L'évolution du nombre d'habitants est connue à travers les recensements de la population effectués dans la commune depuis 1793. Pour les communes de moins de 10 000 habitants, une enquête de recensement portant sur toute la population est réalisée tous les cinq ans, les populations de référence des années intermédiaires étant quant à elles estimées par interpolation ou extrapolation. Pour la commune, le premier recensement exhaustif entrant dans le cadre du nouveau dispositif a été réalisé en 2004.

En 2022, la commune comptait 3 335 habitants, en évolution de −0,03 % par rapport à 2016 (Nord : +0,51 %, France hors Mayotte : +2,11 %).
| 1793  | 1800  | 1806  | 1821  | 1831  | 1836  | 1841  | 1846  | 1851  |
| ----- | ----- | ----- | ----- | ----- | ----- | ----- | ----- | ----- |
| 2 045 | 2 167 | 2 798 | 3 118 | 3 458 | 3 557 | 3 732 | 3 774 | 3 663 |

| 1856  | 1861  | 1866  | 1872  | 1876  | 1881  | 1886  | 1891  | 1896  |
| ----- | ----- | ----- | ----- | ----- | ----- | ----- | ----- | ----- |
| 3 589 | 3 770 | 3 720 | 3 705 | 3 890 | 3 853 | 3 955 | 3 877 | 3 976 |

| 1901  | 1906  | 1911  | 1921  | 1926  | 1931  | 1936  | 1946  | 1954  |
| ----- | ----- | ----- | ----- | ----- | ----- | ----- | ----- | ----- |
| 4 021 | 3 942 | 3 868 | 3 333 | 3 550 | 3 461 | 3 461 | 3 250 | 3 368 |

| 1962  | 1968  | 1975  | 1982  | 1990  | 1999  | 2004  | 2006  | 2009  |
| ----- | ----- | ----- | ----- | ----- | ----- | ----- | ----- | ----- |
| 3 579 | 3 573 | 3 572 | 3 509 | 3 418 | 3 306 | 3 162 | 3 124 | 3 169 |

| 2014  | 2019  | 2022  | - | - | - | - | - | - |
| ----- | ----- | ----- | - | - | - | - | - | - |
| 3 307 | 3 371 | 3 335 | - | - | - | - | - | - |

#### Pyramide des âges
La population de la commune est relativement jeune.
En 2018, le taux de personnes d'un âge inférieur à 30 ans s'élève à 38,4 %, soit en dessous de la moyenne départementale (39,5 %). À l'inverse, le taux de personnes d'âge supérieur à 60 ans est de 22,5 % la même année, alors qu'il est de 22,5 % au niveau départemental.
En 2018, la commune comptait 1 646 hommes pour 1 713 femmes, soit un taux de 51 % de femmes, légèrement inférieur au taux départemental (51,77 %).
Les pyramides des âges de la commune et du département s'établissent comme suit.
| Hommes | Classe d’âge | Femmes |
| ------ | ------------ | ------ |
| 0,3    | 90 ou +      | 0,6    |
| 3,8    | 75-89 ans    | 6,6    |
| 16,7   | 60-74 ans    | 16,8   |
| 19,9   | 45-59 ans    | 17,5   |
| 21,2   | 30-44 ans    | 19,9   |
| 16,8   | 15-29 ans    | 17,2   |
| 21,3   | 0-14 ans     | 21,4   |

| Hommes | Classe d’âge | Femmes |
| ------ | ------------ | ------ |
| 0,5    | 90 ou +      | 1,4    |
| 5,3    | 75-89 ans    | 8,1    |
| 14,8   | 60-74 ans    | 16,2   |
| 19,1   | 45-59 ans    | 18,4   |
| 19,5   | 30-44 ans    | 18,7   |
| 20,7   | 15-29 ans    | 19,1   |
| 20,2   | 0-14 ans     | 18     |

### Enseignement
Iwuy appartient à l'académie de Lille.
En 2012, la commune gère l'école maternelle Marie-Larivière ainsi que les écoles primaires Victor-Duruy et Joliot-Curie. Le département du Nord gère luin toujours en 2012, le collège Jean-Moulin dont le secteur s'étend sur les communes de Thun-Saint-Martin, Thun-l'Évêque, Eswars, Estrun, Paillencourt et Iwuy.

### Santé
En 2012, Iwuy compte un dentiste, six médecins généralistes, un orthophoniste, deux kinésithérapeutes, trois infirmières et deux pharmacies. L'hôpital le plus proche est celui de Cambrai.

### Sports
Iwuy compte de nombreux clubs sportifs comme le football, le hockey ou encore le tennis.

### Manifestations culturelles et festivités
Depuis 2002 se tient à Iwuy le carnaval de la chaise. La fabrication et le rempaillage de chaises est une tradition dans cette localité. Depuis cette date se tient un défilé de géants venant de toutes les localités environnantes. Les nouveaux géants de la ville créés pour l'occasion sont Alfred el' Carrioteux, marié en 2011 à Mirmelène de Quelleries de Courchelettes, Joseph el'Rempailleux, et depuis 2006 Eugénie el' Canneuse,.

### Cultes
Les Iwuysiens disposent d'un lieu de culte catholique : l'église Saint-Vaast. Cette église dépend de la paroisse « Bienheureux-Carl-en-Cambrésis » rattachée à l'archidiocèse de Cambrai.

## Économie

### Revenus de la population et fiscalité
En 2009, le revenu fiscal médian par ménage était de 15 102 €, ce qui plaçait Iwuy au 26 679e rang  parmi les 31 604 communes de plus de 50 ménages en métropole.

### Emploi
Iwuy se trouve dans le bassin d'emploi du Cambrésis. L'agence Pôle emploi pour la recherche d'emploi la plus proche est localisée à Cambrai[réf. nécessaire].
En 2008, la population d'Iwuy se répartissait ainsi : 70,8 % d'actifs, ce qui est légèrement inférieur au 71,6 % d'actifs de la moyenne nationale et 8,8 % de retraités, un chiffre proche du taux national de 8,5 %. Le taux de chômage était de 10,8 % contre 13,4 % en 1999.

### Entreprises et commerces
Au 31 décembre 2009, Iwuy comptait 143 établissements. 
Répartition des établissements par domaines d'activité au 31 décembre 2009
|                             | Ensemble | Agriculture | Industrie | Construction | Commerce | Services |
| --------------------------- | -------- | ----------- | --------- | ------------ | -------- | -------- |
| Nombre d'établissements     | 143      | 8           | 9         | 11           | 84       | 31       |
| %                           | 100 %    | 5,6 %       | 6,3 %     | 7,7 %        | 58,7 %   | 21,7 %   |
| Sources des données : INSEE |          |             |           |              |          |          |

Iwuy dispose du parc d'activités du Val de Calvigny de 25 hectares, proche de l'autoroute A2, avec une extension de 18 hectares prévue en direction de la zone d'Hordain et définie comme zone d'intérêt prioritaire par le document d'orientation générale du SCoT du Cambrésis. Les entreprises principales qui y sont installées sont Wimetal (fabrication de pièces pour l'industrie automobile), SIF UNis-France (articles ménagers) et un centre logistique Babyliss,.
La fabrication, le rempaillage et le cannage de chaises sont des activités traditionnelles à Iwuy. En 1925 la commune comptait encore 25 canneurs. Malgré leur diminution ces activités concernent encore une dizaine d'artisans et de commerçants.

## Culture et patrimoine

### Monuments et lieux historiques

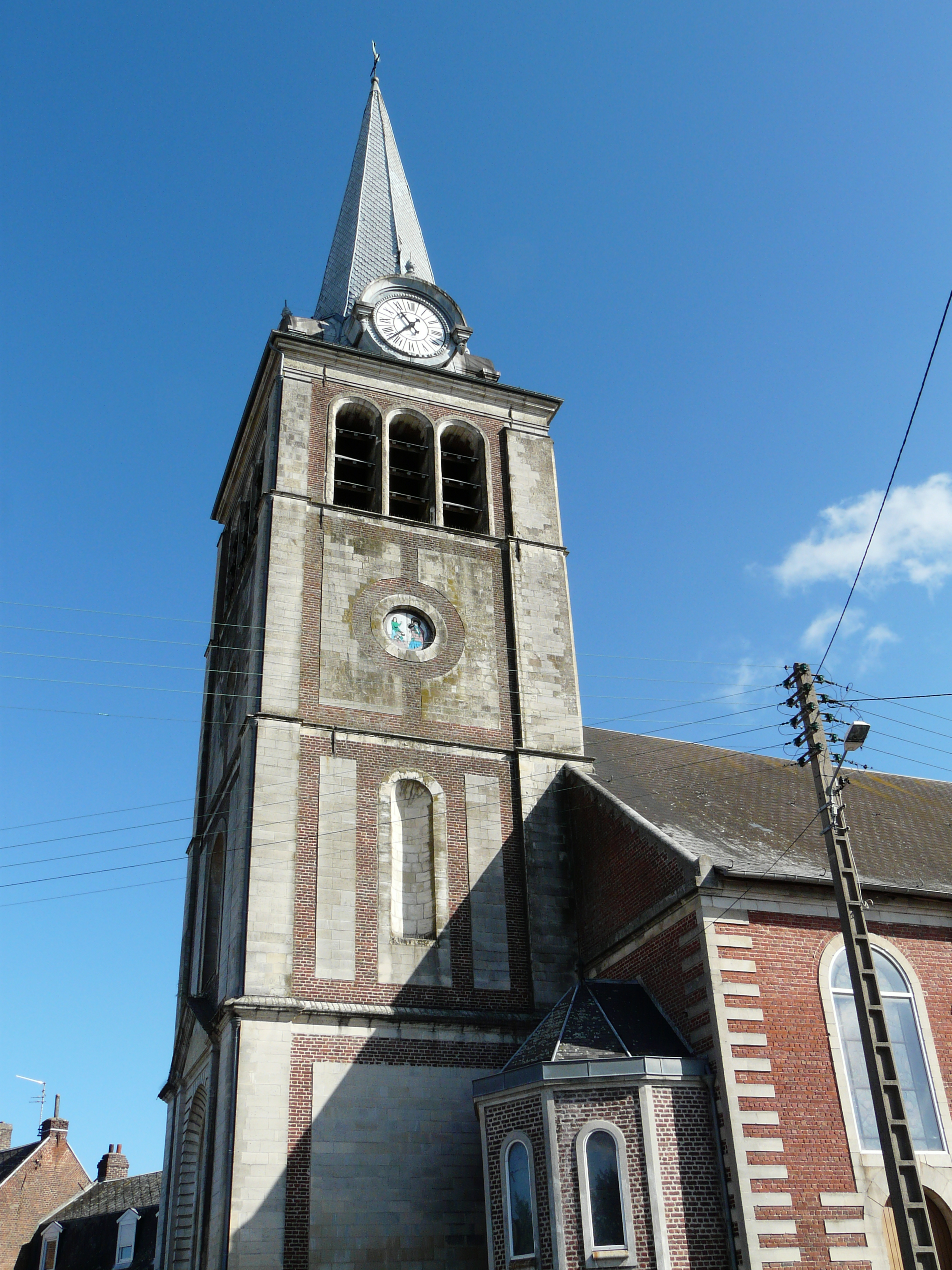
L'église Saint-Vaast.

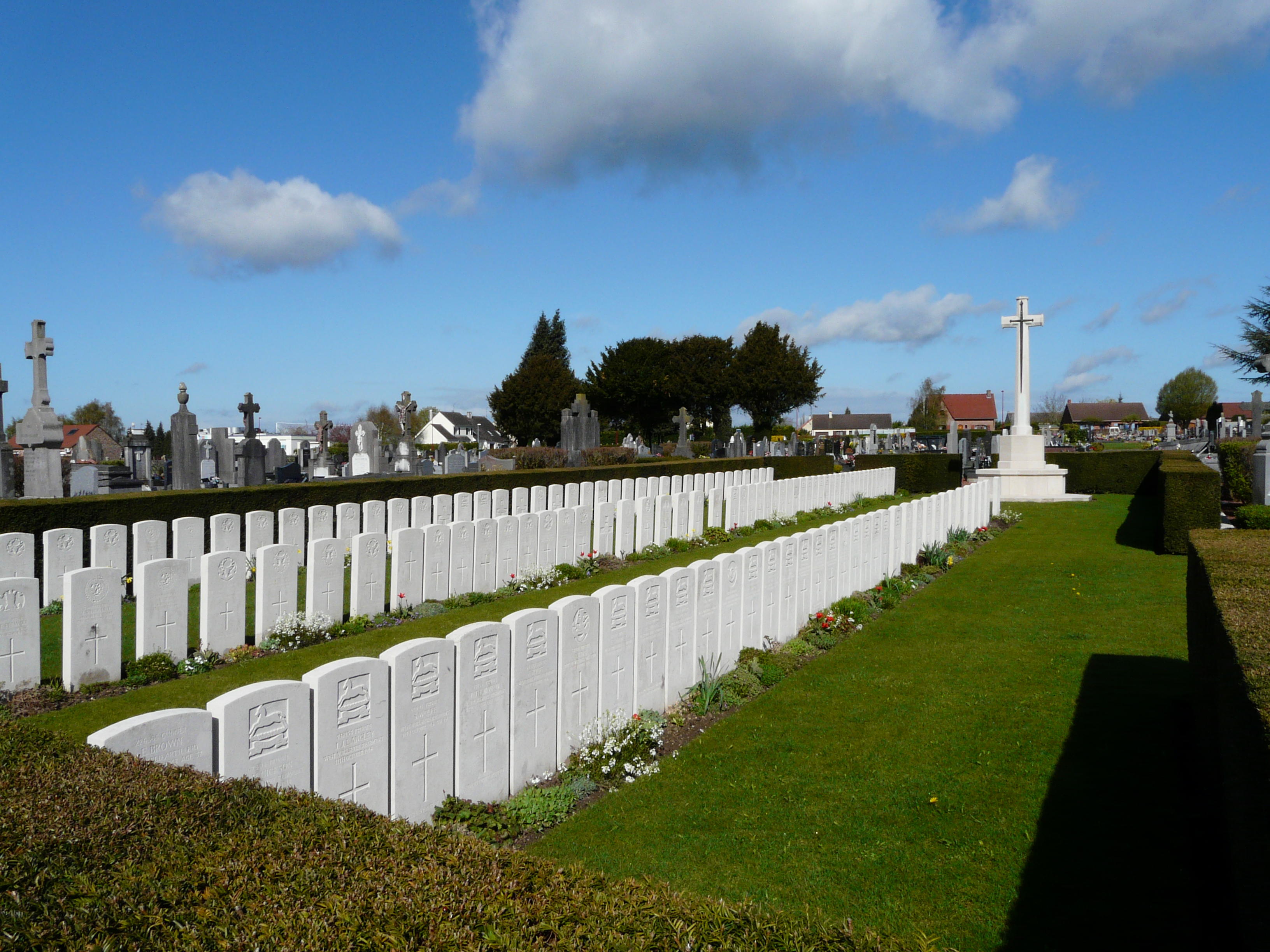
Le cimetière britannique dans le cimetière communal.

Le pavillon de chasse d'Harnould-Joseph Mairesse de Pronville, seigneur d'Iwuy, était le seul vestige du château construit en 1778 et détruit en 1963. Édifié en pierre de taille et décoré d'une colonnade à l'antique, il a été détruit en 2006 pour des raisons de sécurité. Une petite partie du domaine seigneurial a été transformée en parc communal avec étang.
L'église Saint-Vaast fut construite au XVIIIe siècle et agrandie au XIXe siècle. Elle présente une façade sobre et un haut clocher-porche bicolore qui s'élève à 51 mètres. L'église est flanquée de deux chapelles circulaires. Des colonnes doriques supportant un plafond à caissons, réalisé en 1992, séparent les bas-côtés de la nef. Sur les murs des chapelles latérales on voit des panneaux de bois datant du XVIIIe siècle. Ce riche décor est complété par la chapelle axiale réalisée par le sculpteur Bouchardon.
La brasserie-malterie Mascaut a été fondée en 1876 par Georges et Jean Mascaut. Il s'agissait d'une ferme-brasserie-malterie qui a fonctionné jusqu'en 1935 qui n'a pas été reprise par la suite. Cette entreprise employait une dizaine de personnes travaillaient en 1930. Elle a été reconvertie en magasin de meubles. Les bâtiments sont inscrits à l'inventaire des monuments historiques depuis le 30 août 1999.
Le monument aux morts surmonté de la statue La Victoire en chantant, réalisée par Charles Édouard Richefeu.
Deux cimetières militaires britanniques gérés par la Commonwealth War Graves Commission se trouvent sur le territoire communal : 
- le cimetière communal d'Iwuy Iwuy Communal Cemetery fut agrandi par les troupes allemandes pendant leur occupation du territoire. Cette extension fut acquise par la commune après l'armistice et les tombes de soldats allemands et français furent déplacées vers d'autres cimetières. Le cimetière britannique fut établi par la 51st (Highland) Division en octobre 1918. Le cimetière contient plus de 100 tombes de soldats tombés en 1914-1918 et 1939-1945[69].
- Niagara Cemetery fut établi en octobre 1918 lors de l'occupation du village par les troupes britanniques. Il contient plus de 200 tombes de victimes de la Première Guerre mondiale, dont un petit nombre non identifiées[70].

### Personnalités liées à la commune
- Alfred Margerin (1847-1928), prêtre catholique célèbre dans son rôle lors de la fusillade de Fourmies, y est né.
- Anne-Sophie Doyen (1983), née à Cambrai, habite Iwuy. Gymnaste aux Jeux olympiques d'été de 2000.

### Héraldique
|  | Les armes de Iwuy se blasonnent ainsi : « D'argent à la croix engrêlée de sable, au lambel à cinq pendants de gueules. » Jean d'Ecaillon hérita de la seigneurie en 1240. Une grande similitude existe entre les armoiries de la famille d'Ecaillon et celles d'Iwuy, avec une différence sur le nombre de pendants. |

## Pour approfondir